# 87

## Події
- Консули Риму: Тит Флавій Доміціан та Луцій Волузій Сатурнін.
- Поразка римлян від даків у битві під Тапае
- Децебал — король Дакії.

## Народились
- Клавдій Птолемей — давньогрецький вчений

## Померли
- Корнелій Фуск — римський полководець.